# إذاعة بشار
إذاعة بشار كانت تعرف سابقا باسم إذاعة الساورة هي إذاعة محلية بولاية بشار الجزائرية تبث برامجها باللغة العربية على موجة أف أم 89.30. انطلق بثها بتاريخ 21 أفريل 1991.

## وصلات خارجية
- قائمة الإذاعات المحلية بالجزائر
- الموقع الرسمي لإذاعة بشار
- شبكة الإذاعات الجهوية